# Liberation (альбом Кристины Агилеры)
| Совокупная оценка   | Совокупная оценка |
| Источник            | Оценка            |
| ------------------- | ----------------- |
| AnyDecentMusic?     | 6.6/10            |
| Metacritic          | 71/100            |
| Оценки критиков     |                   |
| Источник            | Оценка            |
| AllMusic            | [ 6 ]             |
| HipHopDX            | 3.7/5             |
| The Guardian        | [ 8 ]             |
| The Independent     | [ 9 ]             |
| NME                 | [ 2 ]             |
| The Observer        | [ 10 ]            |
| Pitchfork           | 6.7/10            |
| Rolling Stone       | [ 12 ]            |
| Slant Magazine      | [ 13 ]            |
| The Daily Telegraph | [ 14 ]            |

Liberation  — восьмой студийный альбом американской певицы Кристины Агилеры, выпущенный 15 июня 2018 года. Это первый за 6 лет альбом Агилеры, впервые после диска Lotus (2012).
Песни «Fall in Line» и «Like I Do» получили номинации на Грэмми-2019 в категориях Лучшее поп-исполнение дуэтом или группой (вместе с Деми Ловато) и Лучшее рэп-/песенное совместное исполнение (вместе с GoldLink), соответственно.

## История
Сразу после выхода своего последнего студийного альбома Lotus (2012), Агилера взяла перерыв в своей музыкальной карьере для того, чтобы сосредоточиться на семейных делах. Позже, в апреле 2014 года, певица подтвердила, что она работает над новой музыкой, находясь в положении беременной.
В 2015 году Агилера участвовала в нескольких эпизодах телесериала Nashville, с двумя новыми песнями. Позднее, в октябре 2015, Агилера анонсировала во время интервью Today Show, что она записывает два альбома: один на английском и один на испанском языках.
В 2018 году в печати сообщалось, что Агилера сотрудничает в записи нового материала вместе с Деми Ловато, которая подтвердила эту коллаборацию. В марте 2018 года в сети появилась в низком качестве частичная сниппет-версия новой песни «Masochist», а также полная демоверсия песни «Fall in Line», что вызвало слухи о том, что эти треки должны быть на новом альбоме.

## Синглы
3 мая 2018 года Агилера выпустила лид-сингл с нового альбома, названный «Accelerate» при участии американских рэперов Ty Dolla Sign и 2 Chainz, и одновременно видеоклип к нему, а также подтвердила название нового альбома Liberation, его обложку и список композиций, отметив возможность онлайнового предзаказа.
16 мая 2018 года вышел второй официальный альбомный сингл «Fall in Line» при участии автора-исполнителя Деми Ловато. Это феминистический гимн, прославляющий расширение прав и возможностей женщин.
11 мая 2018 года вышел промосингл «Twice». Это первая баллада певицы впервые после хита 2013 года «Say Something» совместного с поп-дуэтом A Great Big World.

## Отзывы
Альбом получил положительные отзывы музыкальной критики и интернет-изданий: The Observer, Rolling Stone, The Washington Post, The New York Times, HipHopDX, AllMusic,, NME, BuzzFeed. Отрицательные отзывы дали The Daily Telegraph и Slant Magazine.

### Итоговые списки
Liberation включён в несколько итоговых годовых списков лучших альбомов: Buzznet, Cosmopolitan, Gulf News, NPR, PopCrush, Ranker, Rolling Stone.
| Публикация    | Список                                 | Ранг | Ссылка |
| ------------- | -------------------------------------- | ---- | ------ |
| BuzzFeed      | Best R&B album of 2018                 | 3    | [ 36 ] |
| Buzznet       | The Best Albums of 2018                | N/A  | [ 37 ] |
| Cosmopolitan  | 16 Best Albums of 2018                 | 15   | [ 38 ] |
| Gulf News     | Best of 2018’s music releases (so-far) | 10   | [ 39 ] |
| NPR           | Top 15 Albums of 2018                  | 14   | [ 40 ] |
| PopCrush      | 20 Best Albums of 2018                 | N/A  | [ 41 ] |
| Ranker        | The 25 Best Pop Albums of 2018         | 1    | [ 42 ] |
| Rolling Stone | 20 Best Pop Albums of 2018             | 17   | [ 43 ] |
| Idolator      | The 25 Best Albums Of 2018             | 14   | [ 44 ] |

«Unless It’s With You» занял 23-е место в списке лучших песен 2018 года журнала Rolling Stone.

## Список композиций
| №                   | Название                                            | Автор(ы) | Продюсеры                                                                                   | Длительность |
| ------------------- | --------------------------------------------------- | --- | ------------------------------------------------------------------------------------------- | ------------ |
| 1.                  | «Liberation»                                        | Nicholas Britell | Britell                                                                                     | 1:47         |
| 2.                  | «Searching for Maria»                               | Richard Rodgers Oscar Hammerstein II |                                                                                             | 0:25         |
| 3.                  | «Maria»                                             | Christina Aguilera Kanye West Ross Birchard Ilsey Juber Jahron Brathwaite Tayla Parx Che Pope Noah Goldstein Lawrence Brown Linda Glover Horgay Gordy Allen Story | West Pope Hudson Mohawke [a] Goldstein [a]                                                  | 4:34         |
| 4.                  | «Sick of Sittin'»                                   | Aguilera Anderson Paak Melvin Henderson Whitney Phillips Janne Schaffer                                                                                           | Paak Mell Beats                                                                             | 4:00         |
| 5.                  | «Dreamers»                                          | |                                                                                             | 0:36         |
| 6.                  | «Fall in Line» (при участии Деми Ловато)            | Aguilera Jon Bellion Audra Mae Mark Williams Raul Cubina Jonny Simpson                                                                                            | Bellion Williams Cubina Schmugge Mitch Allan [c]                                            | 4:06         |
| 7.                  | «Right Moves» (при участии Keida и Shenseea)        | Aguilera Marcos «Kosine» Palacios Bryan Nelson Julia Michaels Justin Tranter Parx Makeida Beckford Chinsea Lee                                                    | Bryan «Composer» Nelson Kosine Pope [a]                                                     | 3:48         |
| 8.                  | «Like I Do» (featuring GoldLink)                    | Aguilera Anderson Sang Hyeon Lee Jonathan Park Parx Phillips D'Anthony Carlos                                                                                     | Paak BRLLNT [a] Dumbfoundead [b]                                                            | 4:49         |
| 9.                  | «Deserve»                                           | Michaels Uzoechi Emenike | MNEK                                                                                        | 4:23         |
| 10.                 | «Twice»                                             | Kirby Lauryen | Lauryen Sandy Chila [b]                                                                     | 4:02         |
| 11.                 | «I Don't Need It Anymore (Interlude)»               | Aguilera | Aguilera                                                                                    | 0:54         |
| 12.                 | «Accelerate» (при участии Ty Dolla $ign и 2 Chainz) | Aguilera West Майк Дин Pope Ernest Brown Carlton Mays, Jr. Bibi Bourelly Juber Parx Lauryen Tyrone Griffin, Jr. Tauheed Epps Ronald Brown                         | West Pope Dean Charlie Heat [a] Da Honorable C.N.O.T.E. [a] Eric Danchick [b] Goldstein [b] | 4:03         |
| 13.                 | «Pipe» (при участии XNDA)                           | Aguilera Kai Wright Sean Seaton Pope Rene Hill XNDA | Snaz Sango Neenyo Pope                                                                      | 4:05         |
| 14.                 | «Masochist»                                         | Aguilera Tim Anderson Darhyl «Hey DJ» Camper Jr. Juber | Camper T. Anderson                                                                          | 3:30         |
| 15.                 | «Unless It's with You»                              | Aguilera Eric Frederic Teddy Geiger Tom Peyton Erik Hassle Gamal «LunchMoney» Lewis                                                                               | Ricky Reed                                                                                  | 4:17         |
| Общая длительность: | Общая длительность:                                 | Общая длительность: | Общая длительность:                                                                         | 49:19        |

Notes
- ↑  сопродюсер
- ↑  дополнительный продюсер
- ↑  продюсер по вокалу для Деми Ловато

## Charts
| Чарт (2018)                                   | Высшая позиция |
| --------------------------------------------- | -------------- |
| Австралия (ARIA)                              | 9              |
| Австралия (Digital Albums, ARIA)              | 5              |
| Австрия (Ö3 Austria)                          | 9              |
| Бельгия/Фландрия (Ultratop)                   | 13             |
| Бельгия/Валлония (Ultratop)                   | 16             |
| Канада (Canadian Albums Chart)                | 5              |
| Хорватия (HDU)                                | 5              |
| Чехия (ČNS IFPI)                              | 27             |
| Нидерланды (Album Top 100)                    | 11             |
| Франция (SNEP)                                | 59             |
| Германия (Offizielle Top 100)                 | 11             |
| Greek Albums (IFPI Greece)                    | 22             |
| Венгрия (MAHASZ)                              | 19             |
| Ирландия (Irish Albums Chart)                 | 28             |
| Италия (Classifica album)                     | 12             |
| Japanese Hot Albums (Billboard)               | 48             |
| Япония (Oricon)                               | 48             |
| Новая Зеландия (RMNZ)                         | 23             |
| Польша (ZPAV)                                 | 24             |
| Португалия (AFP)                              | 7              |
| Шотландия (Scottish Albums Chart)             | 16             |
| Словакия (ČNS IFPI)                           | 24             |
| Республика Корея (Gaon)                       | 60             |
| Республика Корея (International Albums, Gaon) | 1              |
| Испания (PROMUSICAE)                          | 1              |
| Швеция (Sverigetopplistan)                    | 41             |
| Швейцария (Schweizer Hitparade)               | 3              |
| Великобритания (UK Albums Chart)              | 17             |
| Великобритания (UK Digital Albums, OCC)       | 7              |
| США Billboard 200                             | 6              |
| США Billboard Top Album Sales                 | 3              |

## История выхода
| Регион | Дата         | Формат              | Лейбл | Ссылки                      |
| ------ | ------------ | ------------------- | ----- | --------------------------- |
| Разные | 15 июня 2018 | CD digital download | RCA   | [ 15 ] [ 16 ] [ 78 ] [ 79 ] |